# Lo sceicco bianco
Lo sceicco bianco è un film commedia del 1952 diretto da Federico Fellini con Alberto Sordi, Brunella Bovo e Leopoldo Trieste.

## Trama
Due novelli sposi, Ivan e Wanda, vengono a Roma da Altovilla Marittima per trascorrere il viaggio di nozze. Lui conta soprattutto di fare una buona impressione sullo zio residente in città, grazie alla cui influenza spera di fare carriera; a questo scopo ha organizzato una serie di visite, fra cui un'udienza papale, insieme alla famiglia dello zio. Wanda invece, all'insaputa del marito, spera che a Roma potrà finalmente realizzare il suo sogno: fare la conoscenza con l'eroe del suo fotoromanzo preferito, lo "sceicco bianco".

Alberto Sordi e Brunella Bovo

Arrivati in mattinata dal paese e sistemati in albergo, Wanda, col pretesto di fare il bagno, si allontana di nascosto verso la casa di produzione del fotoromanzo. Lì viene ricevuta dalla soggettista, che le dà indicazioni su come seguire la compagnia per le imminenti riprese, effettuate sul litorale romano: senza pensarci troppo e rimuovendo completamente l'idea delle visite programmate dal marito, Wanda accetta e segue il gruppo. Sul posto incontra finalmente l'attore Fernando Rivoli, interprete dello "sceicco", che accetta di buon grado di conoscerla e le propone addirittura una piccola parte.
In realtà l'uomo è abituato a trattare con le sue numerose ammiratrici, e sfrutta occasioni simili per avere delle brevi avventure con loro. In breve Fernando propone a Wanda una gita in barca e si allontana con lei dalla riva, ma la donna, pur infatuatissima, è troppo ligia ai suoi principi per concedersi. Anche il mito dello "sceicco" del resto crolla bruscamente, quando Wanda scopre che Fernando è sposato, e al ritorno sul luogo delle riprese assiste a una scenata di gelosia fra lui e la moglie, giunta nel frattempo. È quasi il tramonto, e la compagnia abbandona il litorale lasciando sola Wanda. Nel frattempo Ivan, all'oscuro di tutto, si preoccupa soprattutto di evitare uno scandalo con la famiglia dello zio: i parenti si mostrano affettuosi, ma decisamente invadenti e inclini al pettegolezzo. Lo sposo riesce a convincerli che Wanda è ammalata e non può lasciare la camera d'albergo, e si allontana con loro.

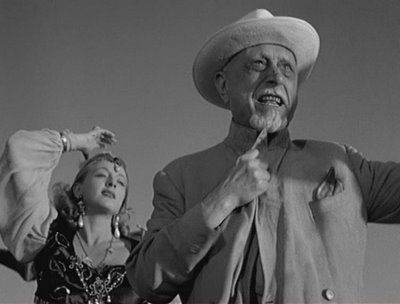
Una scena del film

Avendo trovato una delle lettere che lo "sceicco" aveva inviato a Wanda, Ivan capisce che la moglie si è allontanata per lui e teme una fuga definitiva, che lo screditerebbe senza rimedio di fronte allo zio e a tutto l'ambiente della provincia. Ivan si reca perciò al commissariato e dopo infinite esitazioni, terrorizzato da un possibile scandalo, accetta di fornire le generalità della scomparsa. Quindi, girovagando disperato a notte alta, incontra in una piazza romana due simpatiche prostitute, la romana Cabiria e la veneta Assunta, che lo consolano e con cui lui si intrattiene innocentemente (In realtà Assunta si porta via Ivan dopo averlo baciato sulla guancia e avergli detto: "alora andemo cossì te riposi un poco, no te piaso?") .
L'indomani in albergo per Ivan si ripresenta il problema di giustificare l'assenza della moglie di fronte ai parenti, problema reso più grave dal fatto che lo zio è riuscito a rinviare l'udienza papale, ma si aspetta finalmente di conoscere la nipote acquisita. In precedenza questa, in preda a sensi di colpa, aveva ingenuamente tentato il suicidio gettandosi nel Tevere, con il solo effetto di cadere su un punto più basso dell'argine, e, notata da un "fiumarolo", aveva passato la notte in ospedale. Ivan, grazie a una segnalazione della polizia, riesce in extremis a raggiungere l'ospedale e a ritrovare la moglie: le spiegazioni sono rimandate a dopo, in quanto la prima cosa da fare è raggiungere al più presto Piazza San Pietro per l'incontro con gli zii e l'udienza papale. Wanda è disperata e non sa se è ancora degna del perdono di Ivan: ma i due sembrano ormai riconciliati, nonostante tutto, mostrando così la sincerità del loro amore.

## Produzione
Questo lavoro è considerato il primo vero film di Fellini, visto che in Luci del varietà aveva condiviso la regia con Alberto Lattuada.

### Cast
Un cameo di Giulietta Masina nei panni della prostituta Cabiria sarà d'ispirazione per il film Le notti di Cabiria di Fellini del 1957. Lo stesso nome "Cabiria" deriva dall'omonimo kolossal italiano diretto da Giovanni Pastrone (1914).

### Riprese
Le riprese del film si svolsero esclusivamente in Italia, precisamente a Roma:
- Bibliotheca Hertziana;
- Palazzo Barberini;
- Piazza del Quirinale;
- Piazza di Santa Maria in Trastevere;
- Teatro Nuovo Gian Carlo Menotti, a Spoleto.[3]

## Promozione
I manifesti e le locandine del film furono realizzati dai pittori cartellonisti Carlantonio Longi ed Enrico De Seta.

## Distribuzione
Il film uscì nelle sale cinematografiche italiane il 6 settembre 1952, in Belgio il 15 aprile e in Francia dal 7 ottobre 1955; in Spagna nel marzo del 1959 e in Germania dal 27 aprile del 1962.
Il film è stato poi presentato alla Mostra cinematografica di Venezia del 2008 nella sezione "Questi fantasmi: Cinema italiano ritrovato (1946-1975)", in cui sono state mostrate più di 40 scene mai viste prima, poiché tagliate al momento della distribuzione originale.
Nel 2019 il film è stato ripresentato un'altra volta alla Mostra cinematografica di Venezia di quell'anno, nella sezione "Venezia Classici".

## Accoglienza

### Incassi
In Italia al botteghino Lo sceicco bianco incassò la buona somma di 17,5 milioni di lire, ossia circa 300000 euro odierni.

### Critica
Giulio Cesare Castello per Cinema il 15 dicembre 1952 pubblicò la seguente recensione: 
«Il soggetto de Lo sceicco bianco, dopo essere passato di mano in mano (ne avevano vagheggiato Antonioni e Lattuada) è ritornato come era in fondo giusto, tra quelle di Federico Fellini, che ne aveva ideato le linee maestre. Fellini era il più autorizzato a realizzarlo per due motivi: anzitutto la sua antica giovanile esperienza fumettista, a giorno di tutti i segreti e i retroscena di un mondo che ora si proponeva di deformare ironicamente; e poi la sua spiccata propensione per certo caustico osservare, per certo gusto della farsa di costume…»
Il film è stato poi selezionato tra i 100 film italiani da salvare.

## Influenza culturale
- L'attore statunitense Gene Wilder ha poi diretto la commedia Il più grande amatore del mondo (1977), ispirandosi espressamente alla pellicola italiana e citando il regista Fellini nei titoli di coda, per volontà dello stesso.
- Un filmato pubblicitario italiano per una nota marca di caffè del 1999, diretto da Francis Ford Coppola, interpretato da Massimo Ghini e una giovane Valentina Cervi, riassume brevemente la vicenda, dall'infatuazione al ravvedimento.

## Curiosità
La cammella che si vede nel film si chiamava Taide ed era l'unico esemplare della sua specie presente in quel momento allo zoo di Roma. Per obbligare i produttori del film a tutelare la sua salute fu chiesto di versare un deposito cauzionale di ottocentomila lire.